# Campeonato Mundial de Fórmula 1 de 1990
A Temporada de Fórmula 1 de 1990 foi a 41.ª realizada pela FIA, decorrendo entre 11 de março e 4 de novembro de 1990, com dezesseis corridas.
Teve como campeão, o brasileiro Ayrton Senna da equipe McLaren, sendo vice-campeão o francês Alain Prost da Ferrari.

## Pilotos e equipes
| Campeão       | Vice-campeão | 3º Lugar      |
|               |              |               |
| Ayrton Senna  | Alain Prost  | Nelson Piquet |
| McLaren-Honda | Ferrari      | Benetton-Ford |

| Equipe                      | Construtor          | Chassis      | Motor                                            | Pneu | No | Piloto             | Piloto(s) de testes            |
| --------------------------- | ------------------- | ------------ | ------------------------------------------------ | ---- | -- | ------------------ | ------------------------------ |
| Scuderia Ferrari SpA        | Ferrari             | 641          | Ferrari 036 3.5 V12                              | G    | 1  | Alain Prost        | Gianni Morbidelli              |
| Scuderia Ferrari SpA        | Ferrari             | 641          | Ferrari 036 3.5 V12                              | G    | 2  | Nigel Mansell      | Gianni Morbidelli              |
| Tyrrell Racing Organisation | Tyrrell             | 018 019      | Ford Cosworth DFR 3.5 V8                         | P    | 3  | Satoru Nakajima    | Volker Weidler                 |
| Tyrrell Racing Organisation | Tyrrell             | 018 019      | Ford Cosworth DFR 3.5 V8                         | P    | 4  | Jean Alesi         | Volker Weidler                 |
| Canon Williams Team         | Williams            | FW13B        | Renault RS2 3.5 V10                              | G    | 5  | Thierry Boutsen    | Mark Blundell                  |
| Canon Williams Team         | Williams            | FW13B        | Renault RS2 3.5 V10                              | G    | 6  | Riccardo Patrese   | Mark Blundell                  |
| Motor Racing Developments   | Brabham             | BT58         | Judd EV 3.5 V8                                   | P    | 7  | Gregor Foitek      | n/a                            |
| Motor Racing Developments   | Brabham             | BT58         | Judd EV 3.5 V8                                   | P    | 8  | Stefano Modena     | n/a                            |
| Motor Racing Developments   | Brabham             | BT59         | Judd EV 3.5 V8                                   | P    | 7  | David Brabham      | n/a                            |
| Motor Racing Developments   | Brabham             | BT59         | Judd EV 3.5 V8                                   | P    | 8  | Stefano Modena     | n/a                            |
| Footwork Arrows Racing      | Arrows              | A11          | Ford Cosworth DFR 3.5 V8                         | G    | 10 | Bernd Schneider    | n/a                            |
| Footwork Arrows Racing      | Arrows              | A11B         | Ford Cosworth DFR 3.5 V8                         | G    | 9  | Michele Alboreto   | n/a                            |
| Footwork Arrows Racing      | Arrows              | A11B         | Ford Cosworth DFR 3.5 V8                         | G    | 10 | Alex Caffi         | n/a                            |
| Footwork Arrows Racing      | Arrows              | A11B         | Ford Cosworth DFR 3.5 V8                         | G    | 10 | Bernd Schneider    | n/a                            |
| Camel Team Lotus            | Lotus               | 102          | Lamborghini 3512 3.5 V12                         | G    | 11 | Derek Warwick      | n/a                            |
| Camel Team Lotus            | Lotus               | 102          | Lamborghini 3512 3.5 V12                         | G    | 12 | Martin Donnelly    | n/a                            |
| Camel Team Lotus            | Lotus               | 102          | Lamborghini 3512 3.5 V12                         | G    | 12 | Johnny Herbert     | n/a                            |
| Fondmetal Osella            | Osella              | FA1M89 FA1ME | Ford Cosworth DFR 3.5 V8                         | P    | 14 | Olivier Grouillard | n/a                            |
| Leyton House Racing         | Leyton House        | CG901        | Judd EV 3.5 V8                                   | G    | 15 | Maurício Gugelmin  | Bruno Giacomelli               |
| Leyton House Racing         | Leyton House        | CG901        | Judd EV 3.5 V8                                   | G    | 16 | Ivan Capelli       | Bruno Giacomelli               |
| AGS Racing                  | AGS                 | JH24 JH25    | Ford Cosworth DFR 3.5 V8                         | G    | 17 | Gabriele Tarquini  | n/a                            |
| AGS Racing                  | AGS                 | JH24 JH25    | Ford Cosworth DFR 3.5 V8                         | G    | 18 | Yannick Dalmas     | n/a                            |
| Benetton Formula Ltd        | Benetton            | B189B        | Ford HBA4 3.5 V8                                 | G    | 19 | Alessandro Nannini | Johnny Dumfries Roberto Moreno |
| Benetton Formula Ltd        | Benetton            | B189B        | Ford HBA4 3.5 V8                                 | G    | 20 | Nelson Piquet      | Johnny Dumfries Roberto Moreno |
| Benetton Formula Ltd        | Benetton            | B190         | Ford HBA4 3.5 V8                                 | G    | 19 | Alessandro Nannini | Johnny Dumfries Roberto Moreno |
| Benetton Formula Ltd        | Benetton            | B190         | Ford HBA4 3.5 V8                                 | G    | 19 | Roberto Moreno     | Johnny Dumfries Roberto Moreno |
| Benetton Formula Ltd        | Benetton            | B190         | Ford HBA4 3.5 V8                                 | G    | 20 | Nelson Piquet      | Johnny Dumfries Roberto Moreno |
| BMS Scuderia Italia         | Dallara             | F190         | Ford Cosworth DFR 3.5 V8                         | P    | 21 | Gianni Morbidelli  | Andrea Montermini              |
| BMS Scuderia Italia         | Dallara             | F190         | Ford Cosworth DFR 3.5 V8                         | P    | 21 | Emanuele Pirro     | Andrea Montermini              |
| BMS Scuderia Italia         | Dallara             | F190         | Ford Cosworth DFR 3.5 V8                         | P    | 22 | Andrea De Cesaris  | Andrea Montermini              |
| SCM Minardi Team            | Minardi             | M189         | Ford Cosworth DFZ 3.5 V8                         | P    | 23 | Pierluigi Martini  | Marco Apicella                 |
| SCM Minardi Team            | Minardi             | M189         | Ford Cosworth DFZ 3.5 V8                         | P    | 24 | Paolo Barilla      | Marco Apicella                 |
| SCM Minardi Team            | Minardi             | M190         | Ford Cosworth DFZ 3.5 V8                         | P    | 23 | Pierluigi Martini  | Marco Apicella                 |
| SCM Minardi Team            | Minardi             | M190         | Ford Cosworth DFZ 3.5 V8                         | P    | 24 | Paolo Barilla      | Marco Apicella                 |
| SCM Minardi Team            | Minardi             | M190         | Ford Cosworth DFZ 3.5 V8                         | P    | 24 | Gianni Morbidelli  | Marco Apicella                 |
| Ligier Gitanes              | Ligier              | JS33B        | Ford Cosworth DFR 3.5 V8                         | G    | 25 | Nicola Larini      | Emmanuel Collard               |
| Ligier Gitanes              | Ligier              | JS33B        | Ford Cosworth DFR 3.5 V8                         | G    | 26 | Philippe Alliot    | Emmanuel Collard               |
| Honda Marlboro McLaren      | McLaren             | MP4/5B       | Honda RA100E 3.5 V10                             | G    | 27 | Ayrton Senna       | Jonathan Palmer Allan McNish   |
| Honda Marlboro McLaren      | McLaren             | MP4/5B       | Honda RA100E 3.5 V10                             | G    | 28 | Gerhard Berger     | Jonathan Palmer Allan McNish   |
| Espo Larrousse F1           | Lola                | LC89         | Lamborghini 3512 3.5 V12                         | G    | 29 | Éric Bernard       | n/a                            |
| Espo Larrousse F1           | Lola                | LC89         | Lamborghini 3512 3.5 V12                         | G    | 30 | Aguri Suzuki       | n/a                            |
| Espo Larrousse F1           | Lola                | LC90         | Lamborghini 3512 3.5 V12                         | G    | 29 | Éric Bernard       | n/a                            |
| Espo Larrousse F1           | Lola                | LC90         | Lamborghini 3512 3.5 V12                         | G    | 30 | Aguri Suzuki       | n/a                            |
| Subaru Coloni Racing        | Coloni              | FC189B       | Subaru 1235 (Motori-Moderni rebatizados) 3.5 F12 | P    | 31 | Bertrand Gachot    | n/a                            |
| Coloni Racing               | Coloni              | FC189C       | Ford Cosworth DFR 3.5 V8                         | P    | 31 | Bertrand Gachot    | n/a                            |
| EuroBrun Racing             | EuroBrun            | ER189B       | Judd CV 3.5 V8                                   | P    | 33 | Roberto Moreno     | n/a                            |
| EuroBrun Racing             | EuroBrun            | ER189B       | Judd CV 3.5 V8                                   | P    | 34 | Claudio Langes     | n/a                            |
| Moneytron Onyx Formula One  | Onyx                | ORE-1        | Ford Cosworth DFR 3.5 V8                         | G    | 35 | Stefan Johansson   | n/a                            |
| Moneytron Onyx Formula One  | Onyx                | ORE-1        | Ford Cosworth DFR 3.5 V8                         | G    | 36 | JJ Lehto           | n/a                            |
| Moneytron Onyx Formula One  | Onyx                | ORE-1B       | Ford Cosworth DFR 3.5 V8                         | G    | 35 | Gregor Foitek      | n/a                            |
| Moneytron Onyx Formula One  | Onyx                | ORE-1B       | Ford Cosworth DFR 3.5 V8                         | G    | 36 | JJ Lehto           | n/a                            |
| Monteverdi Onyx Formula One | Monteverdi          | ORE-1B       | Ford Cosworth DFR 3.5 V8                         | G    | 35 | Gregor Foitek      | n/a                            |
| Monteverdi Onyx Formula One | Monteverdi          | ORE-1B       | Ford Cosworth DFR 3.5 V8                         | G    | 36 | JJ Lehto           | n/a                            |
| Life Racing Engines         | Life Racing Engines | F190         | Life Racing Engines F35 3.5 W12                  | G    | 39 | Gary Brabham       | Franco Scapini                 |
| Life Racing Engines         | Life Racing Engines | F190         | Life Racing Engines F35 3.5 W12                  | G    | 39 | Bruno Giacomelli   | Franco Scapini                 |
| Life Racing Engines         | Life Racing Engines | F190         | Judd CV 3.5 V8                                   | G    | 39 | Bruno Giacomelli   | Franco Scapini                 |

## Trocas de pilotos
- Ferrari: Para 1990, a Scuderia contratou Alain Prost, desgastado na McLaren mesmo após o tricampeonato. O francês teve o inglês Nigel Mansell, na Ferrari desde 1989, como seu novo companheiro de time.
- Tyrrell: Jean Alesi disputaria sua primeira temporada completa pela Tyrrell, pela qual havia estreado no ano anterior. Satoru Nakajima, vindo da Lotus, pilotaria o carro #3.
- Williams: Riccardo Patrese é mantido na equipe, além do belga Thierry Boutsen.
- Brabham: Por 10 corridas, o suíço Gregor Foitek formou dupla com o italiano Stefano Modena, mas acabou perdendo a vaga para David Brabham, filho do tricampeão e fundador da equipe, Jack Brabham.
- Footwork: Com a compra da Arrows, a equipe adotaria o nome Footwork, usado até 1996. Seus pilotos foram o italiano Michele Alboreto e seu compatriota Alex Caffi - Bernd Schneider, desempregado desde que a Zakspeed encerrou suas atividades, foi inscrito para duas corridas, mas obteve classificação apenas para o GP dos EUA.
- Lotus: Em declínio financeiro, a equipe fundada por Colin Chapman passa a ser equipada com motores Lamborghini. A dupla de pilotos foi formada por dois britânicos: o inglês Derek Warwick e o norte-irlandês Martin Donnelly. O desempenho de ambos foi fraco: Warwick marcou apenas três pontos, e sofreu um forte acidente no GP da Itália. Donnelly teve sua carreira abreviada na F-1 após os treinos para o GP da Espanha, ao bater violentamente no guard-rail. As imagens do carro destruído e do piloto caído no asfalto, com o banco preso ao corpo, impressionaram. Levado ao hospital, Donnelly sobreviveu, mas não voltaria a guiar carros da categoria e foi substituído por Johnny Herbert.
- Osella: Em sua última temporada com o nome Osella, a escuderia teve apenas o francês Olivier Grouillard como piloto.
- Leyton House: Assim como em 1989, Maurício Gugelmin e Ivan Capelli foram os pilotos da equipe.
- AGS: Gabriele Tarquini e Yannick Dalmas fizeram um campeonato fraco em 1990: o italiano não se classificou para 12 corridas, enquanto que o francês não conquistou a vaga em 11. O melhor resultado da AGS foi um nono lugar de Dalmas, no GP da Espanha.
- Benetton: Até o GP da Espanha, Nelson Piquet e Alessandro Nannini formaram a dupla titular da equipe anglo-italiana em 1990. Um acidente de helicóptero encerrou a carreira do italiano na F-1, e o tricampeão sugeriu Roberto Moreno, seu amigo pessoal, como substituto de Nannini. Com o segundo lugar conquistado no GP do Japão, em Suzuka, Moreno garantiu sua permanência para 1991.
- Scuderia Italia: Em sua terceira temporada, a equipe italiana contratou, inicialmente, Gianni Morbidelli e Andrea De Cesaris para formarem a dupla de pilotos. Morbidelli acabou dispensado após o GP do Brasil, e outro italiano, Emanuele Pirro, foi contratado para seu lugar.
- Minardi: Pierluigi Martini continuou na escuderia de Faenza, não pontuando em nenhuma corrida. Paolo Barilla foi seu companheiro de equipe até o GP da Espanha, quando perdeu sua vaga para Gianni Morbidelli.
- Ligier: Equipada com motores Ford, a Ligier teve desempenho fraco: seus pilotos, Nicola Larini e Philippe Alliot, não pontuaram. O francês chegou a ser desclassificado dos GPs do Brasil (perdeu a vaga nos treinos) e da Alemanha (este por receber ajuda dos fiscais).
- McLaren: Em sua terceira temporada na escuderia de Woking, Ayrton Senna, às turras com o então presidente da FIA, Jean-Marie Balestre, passaria a ter o austríaco Gerhard Berger, vindo da Ferrari, como seu novo companheiro de equipe.
- Larrousse: Éric Bernard fez sua estreia na categoria pela Larrousse, que contratou ainda o japonês Aguri Suzuki. A equipe fez uma temporada razoável, marcando 11 pontos, com destaque para o terceiro lugar de Suzuki no GP do Japão, sendo o primeiro - e único - pódio conquistado pela equipe, e o primeiro de um piloto japonês.
- Coloni: Antes da temporada, firmou parceria com a Subaru para que a fábrica equipasse seus carros. O projeto fracassou, e Enzo Coloni recorreu aos motores Ford para tentar reagir no campeonato. A estratégia também não foi bem-sucedida, e o franco-belga Bertrand Gachot não se classificou para nenhuma corrida - chegou a ficar na pré-classificação por 10 corridas seguidas.
- Onyx Grand Prix: Stefan Johansson, responsável pelo único pódio do time, em 1989, permaneceria até o GP do Brasil, quando foi dispensado. Gregor Foitek assumiu a vaga, enquanto que J.J. Lehto permaneceria até o GP da Hungria.
- Life Racing Engines: Herdou a vaga da equipe FIRST Racing, cujo chassi foi reprovado nos crash-tests. Inovou com um motor W12, que se mostrou um grande fiasco, assim como o F190, o carro da escuderia para 1990. Gary Brabham, irmão de David Brabham e o segundo filho de Jack Brabham, foi contratado para guiar o monoposto. Não se classificou para os GPs dos EUA e do Brasil, sempre com tempos altos. A Life tentou contratar Bernd Schneider, Paulo Carcasci e Rob Wilson, mas não teve sucesso, e recorreu ao italiano Bruno Giacomelli, que não disputava provas de F-1 desde 1983, quando corria na Toleman. Nem a presença de Giacomelli ajudou: ele não se classificou para nenhuma etapa e encerrou definitivamente sua carreira como piloto titular na categoria.
- EuroBrun: A equipe de Walter Brun teve o italiano Claudio Langes e o brasileiro Roberto Moreno como seus pilotos. Langes não passou da pré-classificação em nenhuma oportunidade, enquanto Moreno largou em duas corridas. A EuroBrun faliu após o GP da Espanha, mas o brasileiro não permaneceu desempregado: indicado por Nelson Piquet, assinou com a Benetton para substituir Alessandro Nannini.

## Calendário
| Prova | Grande Prêmio      | Data           | Local              |
| ----- | ------------------ | -------------- | ------------------ |
| 1     | GP dos EUA         | 11 de março    | Phoenix            |
| 2     | GP do Brasil       | 25 de março    | Interlagos         |
| 3     | GP de San Marino   | 13 de maio     | Ímola              |
| 4     | GP de Mônaco       | 27 de maio     | Monte Carlo        |
| 5     | GP do Canadá       | 10 de junho    | Montreal           |
| 6     | GP do México       | 24 de junho    | Hermanos Rodriguez |
| 7     | GP da França       | 8 de julho     | Paul Ricard        |
| 8     | GP da Grã-Bretanha | 15 de julho    | Silverstone        |
| 9     | GP da Alemanha     | 29 de julho    | Hockenheim         |
| 10    | GP da Hungria      | 12 de agosto   | Hungaroring        |
| 11    | GP da Bélgica      | 26 de agosto   | Spa-Francorchamps  |
| 12    | GP da Itália       | 9 de setembro  | Monza              |
| 13    | GP de Portugal     | 23 de setembro | Estoril            |
| 14    | GP da Espanha      | 30 de setembro | Jerez              |
| 15    | GP do Japão        | 21 de outubro  | Suzuka             |
| 16    | GP da Austrália    | 4 de novembro  | Adelaide           |

## Resultados

### Grandes Prêmios
| GP | Grande Prêmio         | Pole Position   | Volta mais rápida  | Vencedor         | Equipe           | Descrição |
| -- | --------------------- | --------------- | ------------------ | ---------------- | ---------------- | --------- |
| 1  | GP dos Estados Unidos | Gerhard Berger  | Gerhard Berger     | Ayrton Senna     | McLaren-Honda    | Detalhes  |
| 2  | GP do Brasil          | Ayrton Senna    | Gerhard Berger     | Alain Prost      | Ferrari          | Detalhes  |
| 3  | GP de San Marino      | Ayrton Senna    | Alessandro Nannini | Riccardo Patrese | Williams-Renault | Detalhes  |
| 4  | GP de Mônaco          | Ayrton Senna    | Ayrton Senna       | Ayrton Senna     | McLaren-Honda    | Detalhes  |
| 5  | GP do Canadá          | Ayrton Senna    | Gerhard Berger     | Ayrton Senna     | McLaren-Honda    | Detalhes  |
| 6  | GP do México          | Gerhard Berger  | Alain Prost        | Alain Prost      | Ferrari          | Detalhes  |
| 7  | GP da França          | Nigel Mansell   | Nigel Mansell      | Alain Prost      | Ferrari          | Detalhes  |
| 8  | GP da Grã-Bretanha    | Nigel Mansell   | Nigel Mansell      | Alain Prost      | Ferrari          | Detalhes  |
| 9  | GP da Alemanha        | Ayrton Senna    | Thierry Boutsen    | Ayrton Senna     | McLaren-Honda    | Detalhes  |
| 10 | GP da Hungria         | Thierry Boutsen | Riccardo Patrese   | Thierry Boutsen  | Williams-Renault | Detalhes  |
| 11 | GP da Bélgica         | Ayrton Senna    | Alain Prost        | Ayrton Senna     | McLaren-Honda    | Detalhes  |
| 12 | GP da Itália          | Ayrton Senna    | Ayrton Senna       | Ayrton Senna     | McLaren-Honda    | Detalhes  |
| 13 | GP de Portugal        | Nigel Mansell   | Riccardo Patrese   | Nigel Mansell    | Ferrari          | Detalhes  |
| 14 | GP da Espanha         | Ayrton Senna    | Riccardo Patrese   | Alain Prost      | Ferrari          | Detalhes  |
| 15 | GP do Japão           | Ayrton Senna    | Riccardo Patrese   | Nelson Piquet    | Benetton-Ford    | Detalhes  |
| 16 | GP da Austrália       | Ayrton Senna    | Nigel Mansell      | Nelson Piquet    | Benetton-Ford    | Detalhes  |

## Classificação Mundial de Pilotos
| Pos | Piloto             | USA | BRA | SMR | MON | CAN | MEX | FRA | GBR | GER | HUN | BEL | ITA | POR | ESP | JPN | AUS | Pontos  |
| --- | ------------------ | --- | --- | --- | --- | --- | --- | --- | --- | --- | --- | --- | --- | --- | --- | --- | --- | ------- |
| 1   | Ayrton Senna       | 1   | 3   | Ret | 1   | 1   | 20† | 3   | 3   | 1   | 2   | 1   | 1   | 2   | Ret | Ret | Ret | 78      |
| 2   | Alain Prost        | Ret | 1   | 4   | Ret | (5) | 1   | 1   | 1   | 4   | Ret | 2   | 2   | 3   | 1   | Ret | 3   | 71 (73) |
| 3   | Nelson Piquet      | 4   | 6   | 5   | DSQ | 2   | (6) | 4   | 5   | Ret | 3   | 5   | 7   | 5   | Ret | 1   | 1   | 43 (44) |
| 4   | Gerhard Berger     | Ret | 2   | 2   | 3   | 4   | 3   | 5   | 14† | 3   | 16† | 3   | 3   | 4   | Ret | Ret | 4   | 43      |
| 5   | Nigel Mansell      | Ret | 4   | Ret | Ret | 3   | 2   | 18† | Ret | Ret | 17† | Ret | 4   | 1   | 2   | Ret | 2   | 37      |
| 6   | Thierry Boutsen    | 3   | 5   | Ret | 4   | Ret | 5   | Ret | 2   | 6   | 1   | Ret | Ret | Ret | 4   | 5   | 5   | 34      |
| 7   | Riccardo Patrese   | 9   | 13† | 1   | Ret | Ret | 9   | 6   | Ret | 5   | 4   | Ret | 5   | 7   | 5   | 4   | 6   | 23      |
| 8   | Alessandro Nannini | 11  | 10† | 3   | Ret | Ret | 4   | 16† | Ret | 2   | Ret | 4   | 8   | 6   | 3   |     |     | 21      |
| 9   | Jean Alesi         | 2   | 7   | 6   | 2   | Ret | 7   | Ret | 8   | 11† | Ret | 8   | Ret | 8   | Ret | DNS | 8   | 13      |
| 10  | Ivan Capelli       | Ret | NQ  | Ret | Ret | 10  | NQ  | 2   | Ret | 7   | Ret | 7   | Ret | Ret | Ret | Ret | Ret | 6       |
| 11  | Roberto Moreno     | 13  | NPQ | Ret | NQ  | NQ  | DSQ | NPQ | NPQ | NPQ | NPQ | NPQ | NPQ | NPQ | NPQ | 2   | 7   | 6       |
| 12  | Aguri Suzuki       | Ret | Ret | Ret | Ret | 12  | Ret | 7   | 6   | Ret | Ret | Ret | Ret | 14† | 6   | 3   | Ret | 6       |
| 13  | Éric Bernard       | 8   | Ret | 13† | 6   | 9   | Ret | 8   | 4   | Ret | 6   | 9   | Ret | Ret | Ret | Ret | Ret | 5       |
| 14  | Derek Warwick      | Ret | Ret | 7   | Ret | 6   | 10  | 11  | Ret | 8   | 5   | 11  | Ret | Ret | Ret | Ret | Ret | 3       |
| 15  | Satoru Nakajima    | 6   | 8   | Ret | Ret | 11  | Ret | Ret | Ret | Ret | Ret | Ret | 6   | DNS | Ret | 6   | Ret | 3       |
| 16  | Alex Caffi         |     | Ret | NQ  | 5   | 8   | NQ  | Ret | 7   | 9   | 9   | 10  | 9   | 13† |     | 9   | NQ  | 2       |
| 17  | Stefano Modena     | 5   | Ret | Ret | Ret | 7   | 11  | 13  | 9   | Ret | Ret | 17† | Ret | Ret | Ret | Ret | 12  | 2       |
| 18  | Mauricio Gugelmin  | 14  | NQ  | Ret | NQ  | NQ  | NQ  | Ret | DNS | Ret | 8   | 6   | Ret | 12  | 8   | Ret | Ret | 1       |
| 19  | Nicola Larini      | Ret | 11  | 10  | Ret | Ret | 16  | 14  | 10  | 10  | 11  | 14  | 11  | 10  | 7   | 7   | 10  | 0       |
| 20  | Martin Donnelly    | Ret | Ret | 8   | Ret | Ret | 8   | 12  | Ret | Ret | 7   | 12  | Ret | Ret | DNS |     |     | 0       |
| 21  | Pierluigi Martini  | 7   | 9   | DNS | Ret | Ret | 12  | Ret | Ret | Ret | Ret | 15  | Ret | 11  | Ret | 8   | 9   | 0       |
| 22  | Gregor Foitek      | Ret | Ret | Ret | 7†  | Ret | 15  | NQ  | NQ  | Ret | NQ  |     |     |     |     |     |     | 0       |
| 23  | Philippe Alliot    | DSQ | 12  | 9   | Ret | Ret | 18  | 9   | 13  | DSQ | 14  | NQ  | 13  | Ret | Ret | 10  | 11  | 0       |
| 24  | Michele Alboreto   | 10  | Ret | NQ  | NQ  | Ret | 17  | 10  | Ret | Ret | 12  | 13  | 12† | 9   | 10  | Ret | NQ  | 0       |
| 25  | Yannick Dalmas     | NPQ | Ret |     | NPQ | NPQ | NPQ | 17  | NPQ | NQ  | NQ  | NQ  | Ret | Ret | 9   | NQ  | NQ  | 0       |
| 26  | Emanuele Pirro     |     |     | Ret | Ret | Ret | Ret | Ret | 11  | Ret | 10  | Ret | Ret | 15  | Ret | Ret | Ret | 0       |
| 27  | Andrea de Cesaris  | Ret | Ret | Ret | Ret | Ret | 13  | DNS | Ret | NQ  | Ret | Ret | 10  | Ret | Ret | Ret | Ret | 0       |
| 28  | Paolo Barilla      | Ret | Ret | 11  | Ret | NQ  | 14  | NQ  | 12  | Ret | 15  | Ret | NQ  | NQ  | NQ  |     |     | 0       |
| 29  | Jyrki Järvilehto   | NQ  | NQ  | 12  | Ret | Ret | Ret | NQ  | NQ  | NC  | NQ  |     |     |     |     |     |     | 0       |
| 30  | Bernd Schneider    | 12  |     |     |     |     |     |     |     |     |     |     |     |     | NQ  |     |     | 0       |
| 31  | Olivier Grouillard | Ret | Ret | Ret | DNQ | 13  | 19  | NPQ | NQ  | NQ  | NPQ | 16  | Ret | NQ  | Ret | NQ  | 13  | 0       |
| 32  | Gabriele Tarquini  | NPQ | NPQ | NPQ | NPQ | NPQ | NPQ | NQ  | Ret | NPQ | 13  | NQ  | NQ  | NQ  | Ret | NQ  | Ret | 0       |
| 33  | Gianni Morbidelli  | NQ  | 14  |     |     |     |     |     |     |     |     |     |     |     |     | Ret | Ret | 0       |
| 34  | David Brabham      |     |     | NQ  | Ret | NQ  | Ret | 15  | NQ  | Ret | NQ  | Ret | NQ  | Ret | NQ  | Ret | Ret | 0       |
| 35  | Johnny Herbert     |     |     |     |     |     |     |     |     |     |     |     |     |     |     | Ret | Ret | 0       |
| -   | Stefan Johansson   | NQ  | NQ  |     |     |     |     |     |     |     |     |     |     |     |     |     |     | -       |
| -   | Bertrand Gachot    | NPQ | NPQ | NPQ | NPQ | NPQ | NPQ | NPQ | NPQ | NPQ | NPQ | NQ  | NQ  | NQ  | NQ  | NQ  | NQ  | -       |
| -   | Claudio Langes     | NPQ | NPQ | NPQ | NPQ | NPQ | NPQ | NPQ | NPQ | NPQ | NPQ | NPQ | NPQ | NPQ | NPQ |     |     | -       |
| -   | Gary Brabham       | NPQ | NPQ |     |     |     |     |     |     |     |     |     |     |     |     |     |     | -       |
| -   | Bruno Giacomelli   |     |     | NPQ | NPQ | NPQ | NPQ | NPQ | NPQ | NPQ | NPQ | NPQ | NPQ | NPQ | NPQ |     |     | -       |
| Pos | Piloto             | USA | BRA | SMR | MON | CAN | MEX | FRA | GBR | GER | HUN | BEL | ITA | POR | ESP | JPN | AUS | Pontos  |

| Cor        | Resultado             |
| ---------- | --------------------- |
| Ouro       | Vencedor              |
| Prata      | 2.º lugar             |
| Bronze     | 3.º lugar             |
| Verde      | Terminou, nos pontos  |
| Azul       | Terminou, sem pontos  |
| Púrpura    | Ret – Retirou-se      |
| Vermelho   | NQ – Não qualificado  |
| Preto      | DSQ – Desqualificado  |
| Branco     | NL – Não largou       |
| Branco     | C – Corrida cancelada |
| Azul claro | AT – Apenas Treino    |
| Sem cor    | NP – Não participou   |
| Sem cor    | Les – Lesionado       |
| Sem cor    | EX – Excluído         |

- Em negrito indica pole position e itálico volta mais rápida.

† Completou mais de 90% da distância da corrida.

## Classificação Mundial de Construtores
| Pos. | Construtor          | Chassis | Motor                                        | Pneu | GPs    | Vitórias | Pódiums | Poles | Subtotal de Pontos | Total de Pontos |
| ---- | ------------------- | ------- | -------------------------------------------- | ---- | ------ | -------- | ------- | ----- | ------------------ | --------------- |
| 1    | McLaren             | MP4/5B  | Honda RA100E V10                             | G    | 16     | 6        | 18      | 12    | 121                | 121             |
| 2    | Ferrari             | F1 641  | Ferrari 036 V12                              | G    | 16     | 6        | 14      | 3     | 110                | 110             |
| 3    | Benetton            | B189B   | Ford HBA4 V8                                 | G    | 2      |          |         |       | 4                  | 71              |
| 3    | Benetton            | B190    | Ford HBA4 V8                                 | G    | 14     | 2        | 8       |       | 67                 | 71              |
| 4    | Williams            | FW13B   | Renault RS2 V10                              | G    | 16     | 2        | 4       | 1     | 57                 | 57              |
| 5    | Tyrrell             | 018     | Ford Cosworth DFR V8                         | P    | 2      |          | 1       |       | 7                  | 16              |
| 5    | Tyrrell             | 019     | Ford Cosworth DFR V8                         | P    | 14     |          | 1       |       | 9                  | 16              |
| 6    | Lola                | LC89B   | Lamborghini 3512 V12                         | G    | 2      |          |         | 1     |                    | 11              |
| 6    | Lola                | LC90    | Lamborghini 3512 V12                         | G    | 14     |          | 1       |       | 11                 | 11              |
| 7    | Leyton House        | CG901   | Judd EV V8                                   | G    | 15     |          | 1       |       | 7                  | 7               |
| 8    | Lotus               | 102     | Lamborghini 3512 V12                         | G    | 16     |          |         |       | 3                  | 3               |
| 9    | Arrows              | A11     | Ford Cosworth DFR V8                         | G    | 1      |          |         |       |                    | 2               |
| 9    | Arrows              | A11B    | Ford Cosworth DFR V8                         | G    | 14     |          |         |       | 2                  | 2               |
| 10   | Brabham             | BT58    | Judd EV V8                                   | P    | 2      |          |         |       | 2                  | 2               |
| 10   | Brabham             | BT59    | Judd EV V8                                   | P    | 14     |          |         |       | 0                  | 2               |
| 11   | Ligier              | JS33B   | Ford Cosworth DFR V8                         | G    | 16     |          |         |       | 0                  | 0               |
| 12   | Minardi             | M189    | Ford Cosworth DFR V8                         | P    | 3      |          |         |       | 0                  | 0               |
| 12   | Minardi             | M190    | Ford Cosworth DFR V8                         | P    | 14     |          |         |       | 0                  | 0               |
| 13   | Onyx                | ORE-1   | Ford Cosworth DFR V8                         | G    | (2)    |          |         |       | NQ                 | 0               |
| 13   | Onyx                | ORE-1B  | Ford Cosworth DFR V8                         | G    | 4 (6)  |          |         |       | 0                  | 0               |
| 14   | AGS                 | JH24    | Ford Cosworth DFR V8                         | G    | 1 (2)  |          |         |       | 0                  | 0               |
| 14   | AGS                 | JH25    | Ford Cosworth DFR V8                         | G    | 7 (14) |          |         |       | 0                  | 0               |
| 15   | Dallara             | F190    | Ford Cosworth DFR V8                         | P    | 16     |          |         |       | 0                  | 0               |
| 16   | Osella              | FA1M89  | Ford Cosworth DFR V8                         | P    | 2      |          |         |       | 0                  | 0               |
| 16   | Osella              | FA1ME   | Ford Cosworth DFR V8                         | P    | 7 (14) |          |         |       | 0                  | 0               |
| 17   | Euro Brun           | ER189B  | Judd CV V8                                   | P    | 2 (14) |          |         |       | 0                  | 0               |
| -    | Coloni              | FC189C  | Ford Cosworth DFR V8                         | P    | (8)    |          |         |       | 2 NPQ e 6 NQ       | 2 NPQ e 6 NQ    |
| -    | Life Racing Engines | F190    | Judd CV V8                                   | G    | (2)    |          |         |       | NPQ                | NPQ             |
| -    | Coloni              | FC189B  | Subaru 1235 (Motori-Moderni rebatizados) F12 | P    | (8)    |          |         |       | NPQ                | NPQ             |
| -    | Life Racing Engines | F190    | Life F35 W12                                 | G    | (14)   |          |         |       | NPQ                | NPQ             |